# Borbély László (labdarúgó)
Borbély László (Újpest, 1942. november 9. –) labdarúgó, edző. Az 1968–1969-es vásárvárosok kupája döntős Újpesti Dózsa cserekapusa.

## Pályafutása
1961-ig a Chinoin labdarúgója volt. 1961 és 1973 között az Újpesti Dózsa második számú kapusa volt. Az Újpesttel öt bajnoki címet szerzett. Részese volt a klub legnagyobb nemzetközi sikerének az 1968–1969-es Vásárvárosok kupájában, ahol a döntőben végül alulmaradtak az angol Newcastle Uniteddel szemben. 1971-72-es BEK idényben a negyeddöntős csapattagja volt. 1973-74-es idényben a Rába ETO-hoz szerződött, majd utána visszavonult. 1977 decemberében a Dózsa három kapusából ketten megsérültek, ezért Borbélyt leigazolták, aki egy mérkőzésen cserekapus volt.
1987-től az Újpesti Dózsa / Újpesti TE kapusedzője volt. 1995 márciusában az olimpiai válogatott kapusedzője lett. 1996 októberében a Ferencváros kapusedzője lett. 1998-ban az Újpest kapusainak edzéseit irányította.

## Sikerei, díjai
- Magyar bajnokság
  - bajnok: 1969, 1970-tavasz, 1970–1971, 1971–1972, 1972–1973
  - 2.: 1967, 1968
- Bajnokcsapatok Európa-kupája (BEK)
  - negyeddöntős: 1971–1972
- Vásárvárosok kupája (VVK)
  - döntős: 1968–1969